# Parashurama

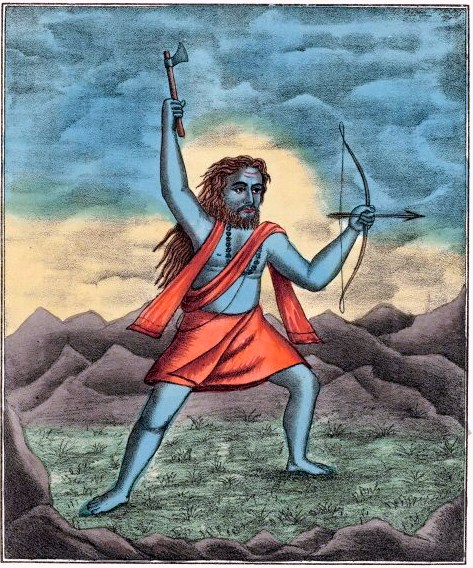
Parashurama, sixième avatar de Vishnou. Lithographie imprimée à Calcutta vers 1880, d'influence Kalighat.

Parashurama (sanskrit : परशुराम) est considéré comme le sixième avatar du dieu hindou Vishnou, . Son nom signifie « Rāma à la hache ». Il apparut sur Terre pour lutter contre la caste des kshatriya (la caste des guerriers), qui ne reconnaissaient plus l'autorité des brahmanes. Il détruira ainsi vingt-et-une générations de kshatriya. À la suite de l'intervention de Parashurama, la caste des brahmanes redevint la plus importante de toutes les castes.
Cependant, à la suite de l'un de ses premiers combats, où il vainquit et tua le Roi Kartavirya, il fut désavoué par son père. Ce dernier le sanctionna en l'obligeant à faire un pèlerinage pour expier son crime. À son retour de voyage, Parashurama apprit le décès de son père.